# مارکوس لاوین
مارکوس لاوین (انگلیسی: Marcos Lavín؛ زادهٔ ۲ سپتامبر ۱۹۹۶) بازیکن فوتبال اهل اسپانیا است.
از باشگاه‌هایی که در آن بازی کرده‌است می‌توان به باشگاه فوتبال کوردوبا و باشگاه فوتبال اکسترمادورا اشاره کرد.